# Henrik Hybertsson

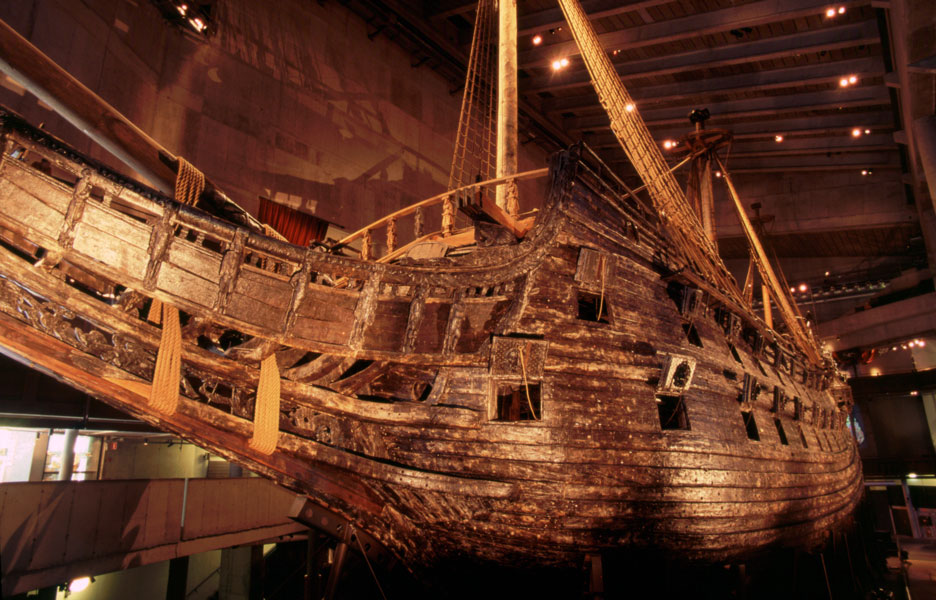
Vasa, um dos navios construidos por Henrik Hybertsson.

Henrik Hybertsson (desconhecido-1627) também conhecido como "Hendrik Hubertsen" foi um mestre carpinteiro naval.
Juntamente com seu seu irmão Arendt, foram os encarregados dos estaleiros da cidade de Estocolmo, no início século XVII. 
Ele é conhecido por ser um dos construtores do navio de guerra Vasa, que afundou em sua viagem inaugural e agora está em exposição no "Museu Vasa".